# Vartenjärvi
Vartenjärvi är en sjö i Finland. Den ligger i kommunen Ruovesi i landskapet Birkaland, i den södra delen av landet, 200 km norr om huvudstaden Helsingfors. Vartenjärvi ligger 115 meter över havet. Arean är 35,1 hektar och strandlinjen är 4,99 kilometer lång. Sjön  ingår i Kumo älvs huvudavrinningsområde.   I omgivningarna runt Vartenjärvi växer i huvudsak barrskog.